# 제네바 공항
제네바 공항(영어: Geneva Airport, 프랑스어: Genève Aéroport, IATA: GVA, ICAO: LSGG)은 스위스 제네바주 제네바에 있는 국제공항으로, 스위스 대부분의 국제선이 취리히 공항 다음으로 많다. 스위스 국제항공, 이지젯이 공항을 허브 공항으로 사용하고 있다.
공항은 완전히 스위스 영토 내에 있지만, 북쪽 경계는 스위스-프랑스 국경을 따라 소재하며 공항은 두 나라에서 모두 접근할 수 있다. 스위스는 EU 회원국이 아니지만, 제네바는 두 나라 모두에서 화물 작업에 접근할 수 있어 유럽 연합 화물 허브가 되었다.
이착륙료가 저렴한 편이라서 저가 항공사들이 많이 찾는 공항이나, 대한민국 직항은 없다.

## 역사
기존 제네바 국제공항은 원래 1919년 스위스 코인트린 근방에 건설되었다. 그리고 1926년부터 1931년까지 목재 터미널을 콘크리트로 건설하였다. 제네바 국제공항에 처음으로 기착한 항공사는 루프트한자로서 베를린발 독일의 할레와 라이프치히, 제네바, 마르세유를 경유한 바르셀로나행이었다. 스위스에서는 스위스 항공이 제네바~리옹~파리행을 운행했다. 1937년 콘크리트 활주로가 건설되고 나서 8개 항공사가 제네바에 취항하기 시작하였으나 제2차 세계 대전이 발발하고 스위스 당국은 제네바의 취항은 일시 중단시켰다. 제2차 세계 대전이 끝나자 활주로는 1,200m로 확장하다가 2,000m로 재확장시켰고 1년 후 제2 터미널을 준공하였다. 그러나 항공교통이 급속히 급증하자 다시 활주로를 3,900m로 확장시켰으나 지금까지도 너무 길다는 의견이 있다. 그리고 1968년 제2활주로를 건설하기위한 계획을 구상했으나 무산되고 말았으나 1년에 7백만 명을 수용, 처리할 수 있는 터미널을 완공하였다. 그리고 1987년 제네바 국제공항은 스위스 철도시스템과 연계시켰으며 12개의 터미널 탑승교를 건설하고 기존의 탑승교를 업그레이드시켰다. 최근에는 구 청사 앞에 신 청사를 새로 건설 중에 있다.
참고로 제네바 국제공항은 콩코드를 수용할 수 없었지만 1976년 8월 31일에 콩코드가 판매 홍보를 목적으로 제네바에 2대가 착륙하였고, 5,000명 이상의 사람들이 콩코드를 보기 위해 공항에 왔다.

## 구성

### 여객터미널
여객터미널은 크게 T1과 T2로 구성되고 메인 터미널은  A, B, C, D ,F구역으로 나뉜다. A게이트와 일부 D게이트는 솅겐 조약 가입국이 사용하고 B, C, D구역은 비 솅겐 조약 가입국이 사용한다. 그리고 나머지 C구역은 와이드바디 항공기들이 사용하고 있다.
2012년 프로젝트 명 엘 이스트가 시작되었는데 이 프로젝트는 C터미널을 현대화 시키는 작업이다. 이 작업이 끝나면 한번에 6대의 와이드바디 항공기들을 수용할 수 있게 되고 A380의 주기가 가능해지게 되는데 이 프로젝트는 2015년에 완료될 예정이다. 2번 터미널은 동계 계절편 항공기들이 주로 이용하는데 이 터미널은 1960년 메인 터미널이 준공되기 전까지 주로 사용하였고 지금도 사용중에 있다. 제네바 시는 2번 터미널(T2)를 저가 항공사 전용 터미널로 사용할 구상을 하고 있는데 그 이유중 하나는 이지젯이 제네바 국제공항서 약 80편의 동계 항공편을 운항하고 있기 때문이다. 만일 T2가 저가항공사 전용 터미널이 된다면 제2 터미널에 대한 현대화 작업이 진행될 예정이다.

### 활주로
제네바 국제공항에는 2개의 활주로가 있는데 하나는 콘크리트 재질의 길이 3,900M, 폭 80M인 05/23방향 활주로가 있고 또다른 하나는 잔디 재질의  길이 823M, 폭 50M의 05L/23R활주로가 있다.

### 기타 시설
제네바 국제공항은 국제 항공 운송 협회 (IATA), 국제공항협의회 (ACI)의 본부가 있다.

### 추가 계획
2007년부터 2015년까지의 주 계획은 C번 게이트의 완공이다. 이 공사가 끝난다면 보잉 777, 에어버스 A330, 에어버스 A340같은 대형 항공기가 제트 브리지를 통해 메인 터미널로 이동할 수 있게 된다. 새 터미널은 비 솅겐 조약 가입국이 사용하게 되고 내부 시설도 새로 바뀌게 된다. 예를 들어 새로운 수속창구, 식당, 면세점 그리고 보안 검색대가 지어질 예정이다.

## 운항 노선
| 항공사                | 목적지 |
| --------------------- | --- |
| 스위스 국제항공       | 아테네, 바르셀로나, 브뤼셀, 코펜하겐, 리스본, 런던(히드로), 마드리드, 모스크바(도모데도보), 뉴욕(JFK), 포르투, 니스, 오슬로, 로마(레오나르도 다 빈치), 상트페테르부르크, 스톡홀름, 취리히, 런던(시티), 말라가, 마조르카, 코르푸, 프라하, 취리히 계절편: 카타니아 |
| 이지젯 스위스         | 애버딘, 알리칸테, 암스테르담, 아테네, 바르셀로나, 베오그라드, 베를린(쉐네펠트), 빌바오, 보르도, 브린디시, 브리스톨, 브뤼셀, 부다페스트, 칸타니아, 코펜하겐, 후르가다, 릴, 리스본, 런던(개트윅), 마드리드, 말라가, 마라케시, 난테스, 나폴리, 니스, 마조르카, 파리(오를리), 포르투, 프리스티나, 레이캬비크, 로마(레오나드로 다 빈치), 산티아고, 셰빌, 샤름 엘 셰이크, 스톡홀름, 텔아비브, 베니스, 비엔나 계절편: 아작시오, 본머스, 바스티아, 버밍엄, 칼리가리, 두브로브니크, 파로, 브래드포드, 미키노스, 올비아, 오비에도, 스필리트 |
| 헬베틱 항공           | 계절편: 안탈리아, 란사로테, 헤라킬리온, 코스, 라나카, 카나리아, 로데스 |
| 중국국제항공          | 베이징(서우두) |
| 에미레이트 항공       | 두바이 |
| 에티하드 항공         | 아부다비 |
| 중동항공              | 베이루트 |
| 사우디아 항공         | 리야드, 제다 계절편:메디나 |
| 로얄 요르단 항공      | 암만 |
| 엘알 이스라엘 항공    | 텔아비브 |
| 터키항공              | 이스탄불(아타튀르크) |
| 페가수스 항공         | 안탈리아, 이스탄불(아타튀르크) |
| 카타르 항공           | 도하 |
| 쿠웨이트 항공         | 쿠웨이트, 프랑크푸르트 |
| 아제르바이잔 항공     | 바쿠 |
| 로얄 에어 모로코      | 카사블랑카, 마라케시 |
| 에어 알제리           | 알제 |
| 이집트 항공           | 카이로 |
| 튀니스에어            | 튀니스 계절편: 제르바, 모나스티르 |
| 노블에어              | 계절편: 제르바, 모나스티르 |
| 영국항공              | 런던(히드로) 계절편: 런던(개트윅) |
| BA 시티플라이어       | 계절편: 런던(시티) |
| 이지젯                | 애버딘, 브리스틀, 애딘버러, 함부르크, 리버풀, 런던(개트윅, 루턴), 맨체스터, 툴루즈 계절편: 런던(스탠스테드), 벨파스트, 글래스고, 뉴캐슬 |
| TUI 에어웨이스        | 계절편: 브리스톨, 런던(개트윅), 맨체스터, 뉴캐슬 |
| 블루 아일랜드 항공    | 건지, 저지 |
| 제트투컴              | 브랜드포드 계절편: 벨파스트, 글래스고, 맨체스터, 노딩엄 계절 전세편: 에딘버러 |
| 토마스쿡 항공         | 계절편: 맨체스터 |
| 톰슨 항공             | 맨체스터 계절편: 버밍엄, 브리스틀, 에딘버러, 글래스고, 런던(개트윅, 루턴) |
| 플라이비              | 계절편: 카디프, 엑스터, 인버네스, 만 섬, 저지, 사우샘프턴 계절 전세편: 맨체스터 |
| 에어 링구스           | 더블린 |
| 에어 프랑스           | 파리(샤를 드 골) 계절전세편: 비아리츠 |
| 루프트한자            | 프랑크푸르트, 뮌헨 |
| 저먼윙스              | 뒤셀도로프, 함부르크 |
| KLM                   | 암스테르담 |
| KLM 시티호퍼          | 암스테르담 |
| 트랜스아비아닷컴      | 계절편: 로테르담 |
| 브뤼셀 항공           | 브뤼셀 |
| 제트에어플라이        | 카사블랑카 |
| 룩스에어              | 룩셈부르크 |
| 오스트리아 항공       | 비엔나 |
| 에게항공              | 아테네 |
| 에어 몰타             | 루카 |
| 이베리아 항공         | 마드리드 |
| 부엘링 항공           | 바르셀로나, 플로렌스 |
| 알리탈리아            | 로마(로마 피우미치노 공항) |
| 알리탈리아 시티라이너 | 로마(레오나르도 다 빈치) |
| 메리디아나            | 나폴리 계절편: 올비아 |
| TAP 포르투갈 항공     | 리스본, 포르투 |
| 스칸디나비아 항공     | 예테보리, 코펜하겐, 스톡홀름 |
| 노르웨이 에어 셔틀    | 오슬로 계절편:코펜하겐, 스톡홀름 |
| 아이슬란드 항공       | 계절편: 레이캬비크 |
| 핀에어                | 헬싱키 |
| TAROM                 | 부쿠레슈티 |
| 체코 항공             | 슈르트가르트 |
| 아에로플로트          | 모스크바(셰레메티예보) |
| 로시야 항공           | 계절편: 상트페테르부르크 |
| 우크라이나 국제항공   | 키이우 |
| 에어발틱              | 리가 |
| LOT 폴란드 항공       | 바르샤바 |
| 위즈 에어             | 부큐레슈티, 클루즈 |
| 유나이티드 항공       | 뉴어크, 워싱턴 D.C. |
| 에어 캐나다           | 몬트리올(트뤼도) |

### 화물 노선
| 항공사          | 목적지               |
| --------------- | -------------------- |
| DHL 항공        | 브뤼셀, 라히프치히   |
| ASL 항공 벨기에 | 바젤(뮐루즈), 리에주 |
| UPS 항공        | 바젤(뮐루즈), 바젤   |

## 지상 연계 교통

### 열차
공항서 제네바 시내까지는 약 4Km 떨어져있다. 공항과 시내 역까지 철도를 연계시킨 뿐만 아니라 다른 열차와도 연계시켜 스위스 전국을 이동할 수 있다. 또한 세관을 통과하기 전 제네바 시내버스와 열차를 80분간 이용할 수 있는 무료 이용 티켓 발권기가 있다.

### 버스
공항서 제네바 시내까지 셔틀버스가 운행하고 있고 프랑스 안시에서도 셔틀버스가 운행을 하고 있으나 겨울이 되면 프랑스 샤모니에서도 버스가 운행을 하여 보다 편안한 스키여행을 제공해주고 있다. 특히 겨울에는 영국을 주로 하여 유럽 전역을 운항하는 전세편 항공기가 급증하면서 전세버스가 전세기 터미널 (舊 화물 터미널)에 있을 때도 있다. 이 항공편의 승객들은 프랑스~스위스~이탈리아로 스키여행을 한다.

## 사건 및 사고
- 1950년, 에어 인디아 245편이 제네바 공항에 접근 중 몽블랑 산에 추락하였다.
- 1966년, 에어 인디아 101편이 제네바 공항에 접근 중 몽블랑 산에 추락하였다.
- 1982년 10월 17일, 이집트 항공이 착륙 중 날개가 활주로와 부딪쳐 수 차례 회전을 하기 시작했고 활주로 23번 끝에 박혔다. 정지 후 오른쪽 날개가 분리되면서 화재가 발생했지만 신속한 대응으로 승객 272명과 승무원 10명이 전원 생존하였다.
- 1987년 7월 23일, 에어 아프리카가 제네바에서 재급유 후 납치범들이 스위스 당국에 의해 체포되었다. 그 과정에서 승무원을 도와 납치범을 제압하려던 승객 1명이 총에 맞아 사망하였고 제압 과정에서 승무원 1명과 승객 3명이 가벼운 부상을 입었다.
- 1999년 3월 20일, 이베리아 항공이 제네바 공항에 전방 착륙장치 없이 착륙하였다.
- 2014년 2월 17일, 에티오피아 항공 702편이 제네바 공항에 강제 착륙되었다. 702편은 수단 상공에서 공중납치를 뜻하는 스쿼크 번호 7500을 송출하였고 납치범은 제네바로의 망명을 요청했다. 항공기는 스위스 상공을 몇 번 선회한 끝에 제네바에 착륙하였고 공항은 일시 폐쇄되었다. 스위스 착륙 후 승객들은 다른 항공기로 이동하였고 납치범은 체포되었다. 조사 과정에서 납치범은 납치된 여객기 부기장으로 밝혀졌다.[1]

## 같이 보기
- 스위스의 교통